# Dayton, Minnesota
Dayton är en stad (city) i Hennepin County, och Wright County, i Minnesota. Orten har fått sitt namn efter grundaren Lyman Dayton. Vid 2010 års folkräkning hade Dayton 4 671 invånare.